# Selección resto del mundo
Dentro de los deportes profesionales internacionales, la selección resto del mundo se refiere a un equipo de jugadores de origen de varios países que compiten contra una persona o un equipo de un solo grupo, como un club o país.
Los equipos del resto del mundo por lo general tienen poca experiencia en jugar juntos o trabajando en equipo, su capacidad no suele considerarse indicativo de sus capacidades reales, ya sea individualmente o como miembros de su equipo de siempre, y como tal, los partidos jugados contra el resto del mundo no se consideran normalmente para mostrar el verdadero talento de cualquiera del resto del mundo o el equipo que compite contra ellos. Como consecuencia, los partidos con equipos del resto del mundo se juegan generalmente como eventos de una sola vez, ya sea juegos como amistosos o para un propósito especial no competitivo, como la ayuda internacional o conmemoración.

## Fútbol
El 24 de octubre de 1963 fue jugado un partido de carácter amistoso entre las selecciones inglesa y resto del mundo, por la celebración del centenario de la creación del fútbol en el Estadio de Wembley, Inglaterra. Por la internacional jugaron como titulares: Alfredo Di Stéfano (capitán), Denis Law, Djalma Santos, Eusébio da Silva, Ján Popluhár, Josef Masopust, Karl-Heinz Schnellinger, Lev Yashin, Paco Gento, Raymond Kopa y Svatopluk Pluskal; como suplentes: Ferenc Puskás, John Baxter, Luis Eyzaguirre, Milutin Šoškić y Uwe Seeler; y dirigidos por Fernando Riera. La selección local, próxima campeona del mundo, ganó por 2-1.
| 1     | POR   | Gordon Banks   |  |
| 2     | DEF   | Jimmy Armfield |  |
| 3     | DEF   | Norman Hunter  |  |
| 4     | DEF   | Ray Wilson     |  |
| 5     | MED   | Gordon Milne   |  |
| 6     | MED   | Bobby Moore    |  |
| 7     | DEL   | Terry Paine    |  |
| 8     | DEL   | Jimmy Greaves  |  |
| 9     | DEL   | Jim Smith      |  |
| 10    | DEL   | George Eastham |  |
| 11    | DEL   | Bobby Charlton |  |
| D. T. | D. T. | Alf Ramsey     |  |

| 1     | POR   | Lev Yashin              | 45' |
| 2     | DEF   | Djalma Santos           | 45' |
| 3     | DEF   | Svatopluk Pluskal       |     |
| 4     | DEF   | Ján Popluhár            |     |
| 5     | MED   | Karl-Heinz Schnellinger |     |
| 6     | MED   | Josef Masopust          | 45' |
| 7     | DEL   | Raymond Kopa            | 45' |
| 8     | DEL   | Denis Law               |     |
| 9     | DEL   | Alfredo Di Stéfano      |     |
| 10    | DEL   | Eusébio                 | 45' |
| 11    | DEL   | Paco Gento              |     |
| D. T. | D. T. | Fernando Riera          |     |

| 13 | POR | Milutin Šoškić  | 45' |
| 12 | DEF | Luis Eyzaguirre | 45' |
| 14 | MED | Jim Baxter      | 45' |
| 15 | DEL | Uwe Seeler      | 45' |
| 16 | DEL | Ferenc Puskás   | 45' |

| 66' · 87' | Terry Paine Jimmy Greaves | 1-0 2-1 |

| 82' | Denis Law | 1-1 |

| Principal | Bandera de ? |

| 1     | POR   | Gordon Banks   |  |
| 2     | DEF   | Jimmy Armfield |  |
| 3     | DEF   | Norman Hunter  |  |
| 4     | DEF   | Ray Wilson     |  |
| 5     | MED   | Gordon Milne   |  |
| 6     | MED   | Bobby Moore    |  |
| 7     | DEL   | Terry Paine    |  |
| 8     | DEL   | Jimmy Greaves  |  |
| 9     | DEL   | Jim Smith      |  |
| 10    | DEL   | George Eastham |  |
| 11    | DEL   | Bobby Charlton |  |
| D. T. | D. T. | Alf Ramsey     |  |

| 1     | POR   | Lev Yashin              | 45' |
| 2     | DEF   | Djalma Santos           | 45' |
| 3     | DEF   | Svatopluk Pluskal       |     |
| 4     | DEF   | Ján Popluhár            |     |
| 5     | MED   | Karl-Heinz Schnellinger |     |
| 6     | MED   | Josef Masopust          | 45' |
| 7     | DEL   | Raymond Kopa            | 45' |
| 8     | DEL   | Denis Law               |     |
| 9     | DEL   | Alfredo Di Stéfano      |     |
| 10    | DEL   | Eusébio                 | 45' |
| 11    | DEL   | Paco Gento              |     |
| D. T. | D. T. | Fernando Riera          |     |

| 13 | POR | Milutin Šoškić  | 45' |
| 12 | DEF | Luis Eyzaguirre | 45' |
| 14 | MED | Jim Baxter      | 45' |
| 15 | DEL | Uwe Seeler      | 45' |
| 16 | DEL | Ferenc Puskás   | 45' |

| 66' · 87' | Terry Paine Jimmy Greaves | 1-0 2-1 |

| 82' | Denis Law | 1-1 |

| Principal | Bandera de ? |

| 1     | POR   | Gordon Banks   |  |
| 2     | DEF   | Jimmy Armfield |  |
| 3     | DEF   | Norman Hunter  |  |
| 4     | DEF   | Ray Wilson     |  |
| 5     | MED   | Gordon Milne   |  |
| 6     | MED   | Bobby Moore    |  |
| 7     | DEL   | Terry Paine    |  |
| 8     | DEL   | Jimmy Greaves  |  |
| 9     | DEL   | Jim Smith      |  |
| 10    | DEL   | George Eastham |  |
| 11    | DEL   | Bobby Charlton |  |
| D. T. | D. T. | Alf Ramsey     |  |

| 1     | POR   | Lev Yashin              | 45' |
| 2     | DEF   | Djalma Santos           | 45' |
| 3     | DEF   | Svatopluk Pluskal       |     |
| 4     | DEF   | Ján Popluhár            |     |
| 5     | MED   | Karl-Heinz Schnellinger |     |
| 6     | MED   | Josef Masopust          | 45' |
| 7     | DEL   | Raymond Kopa            | 45' |
| 8     | DEL   | Denis Law               |     |
| 9     | DEL   | Alfredo Di Stéfano      |     |
| 10    | DEL   | Eusébio                 | 45' |
| 11    | DEL   | Paco Gento              |     |
| D. T. | D. T. | Fernando Riera          |     |

| 13 | POR | Milutin Šoškić  | 45' |
| 12 | DEF | Luis Eyzaguirre | 45' |
| 14 | MED | Jim Baxter      | 45' |
| 15 | DEL | Uwe Seeler      | 45' |
| 16 | DEL | Ferenc Puskás   | 45' |

| 66' · 87' | Terry Paine Jimmy Greaves | 1-0 2-1 |

| 82' | Denis Law | 1-1 |

| Principal | Bandera de ? |

| 1     | POR   | Gordon Banks   |  |
| 2     | DEF   | Jimmy Armfield |  |
| 3     | DEF   | Norman Hunter  |  |
| 4     | DEF   | Ray Wilson     |  |
| 5     | MED   | Gordon Milne   |  |
| 6     | MED   | Bobby Moore    |  |
| 7     | DEL   | Terry Paine    |  |
| 8     | DEL   | Jimmy Greaves  |  |
| 9     | DEL   | Jim Smith      |  |
| 10    | DEL   | George Eastham |  |
| 11    | DEL   | Bobby Charlton |  |
| D. T. | D. T. | Alf Ramsey     |  |

| 1     | POR   | Lev Yashin              | 45' |
| 2     | DEF   | Djalma Santos           | 45' |
| 3     | DEF   | Svatopluk Pluskal       |     |
| 4     | DEF   | Ján Popluhár            |     |
| 5     | MED   | Karl-Heinz Schnellinger |     |
| 6     | MED   | Josef Masopust          | 45' |
| 7     | DEL   | Raymond Kopa            | 45' |
| 8     | DEL   | Denis Law               |     |
| 9     | DEL   | Alfredo Di Stéfano      |     |
| 10    | DEL   | Eusébio                 | 45' |
| 11    | DEL   | Paco Gento              |     |
| D. T. | D. T. | Fernando Riera          |     |

| 13 | POR | Milutin Šoškić  | 45' |
| 12 | DEF | Luis Eyzaguirre | 45' |
| 14 | MED | Jim Baxter      | 45' |
| 15 | DEL | Uwe Seeler      | 45' |
| 16 | DEL | Ferenc Puskás   | 45' |

| 66' · 87' | Terry Paine Jimmy Greaves | 1-0 2-1 |

| 82' | Denis Law | 1-1 |

| Principal | Bandera de ? |

## Ajedrez
En 1970, 1984 y 1988, la Unión Soviética se enfrentó a un equipo de los mejores jugadores del mundo. Después de la disolución de la Unión Soviética, se organizó un nuevo encuentro entre Rusia y los mejores jugadores del mundo que incluyeron jugadores de las repúblicas exsoviéticas de Ucrania y Armenia.
El equipo del resto del mundo contó con el danés Bent Larsen, los estadounidenses Bobby Fischer y Samuel Reshevsky, el húngaro Lajos Portisch, el checoslovaco Vlastimil Hort, los yugoslavos Svetozar Gligoric, Milan Matulović y Borislav Ivkov, el argentino Miguel Najdorf, los alemanes Wolfgang Uhlmann y Klaus Darga y el islandés Friðrik Ólafsson.
Sin embargo, algunos de estos eventos pueden producir espectaculares e intensos juegos, como el encuentro de ajedrez entre Garry Kasparov y el resto del mundo en el año 1999. La Rusia (URSS) vs Resto del Mundo partidas de ajedrez también fueron fuertemente disputado.

## Golf de EE.UU.
Dos acontecimientos de golf, uno activo y otro desaparecido, implican equipos con la denominación oficial «Internacional» que son efectivamente equipos del resto del mundo. La Copa de Presidentes en el golf masculino, que se celebra en los años impares, enfrenta a un equipo estadounidense y un equipo «internacional» formado por jugadores no europeos (los europeos compiten contra los EE. UU. en los años pares en la Copa Ryder). La Copa Lexus fue un torneo celebrado entre 2005 y 2008 que enfrentaba a una selección asiática con un equipo «internacional» del resto de nacionalidades.

## Tenis
Desde 2017 es realizada la Laver Cup, que consiste en un encuentro entre seleccionados de Europa y el resto del mundo.

## Uso no deportivo
Fuera de los deportes y juegos, Resto del Mundo (en inglés: Rest of the World, también conocido por la sigla RoW) también es un término utilizado para distinguir un grupo de naciones no especificado pero inclusivo de uno o más jugadores dominantes en el análisis comparativo de mercados, economías, capacidades militares, etc., especialmente en gráficos o para mostrar los números que representan a los otros países.
La Federación de Científicos Estadounidenses, por ejemplo, proporciona una lista de sistemas de armas de RoW, es decir, sistemas que pertenecen a naciones distintas a Estados Unidos.
En la televisión argentina hay un programa de televisión llamado Resto del mundo, emitido por El Trece, el ciclo comenzó 2004 con la conducción de Sergio Goycochea, que en el 2008 fue reemplazado en la conducción por Iván de Pineda. La idea inicial era mostrar argentinos destacados en el mundo pero cada vez más el foco se puso en la ciudad y sus habitantes, mostrando diferentes lugares del mundo para conocer.

### Festival de la Canción de Eurovisión

Bandera utilizada para representar al "Resto del Mundo" en el sitio web de votación del Festival de Eurovisión desde la segunda semifinal de la edición de 2023.

El 22 de noviembre de 2022 la Unión Europea de Radiodifusión anunció que, a partir de 2023, el Festival de la Canción de Eurovisión incluiría por primera vez un televoto de países no participantes. Los espectadores de esos países podrían votar en todos los programas, y sus votos se agregarían y presentarían como un conjunto individual de puntos con la denominación de "Resto del Mundo".
| Puntaje   | Semi-final 1    | Semi-final 2 | Final     |
| --------- | --------------- | ------------ | --------- |
| 12 puntos | Israel          | Albania      | Israel    |
| 10 puntos | Finlandia       | Armenia      | Finlandia |
| 8 puntos  | Letonia         | Austria      | Armenia   |
| 7 puntos  | Suecia          | Australia    | Suecia    |
| 6 puntos  | Portugal        | Eslovenia    | Albania   |
| 5 puntos  | República Checa | Bélgica      | Ucrania   |
| 4 puntos  | Moldavia        | Lituania     | Noruega   |
| 3 puntos  | Croacia         | Islandia     | Croacia   |
| 2 puntos  | Serbia          | Estonia      | España    |
| 1 punto   | Malta           | Georgia      | Francia   |

| Puntaje   | Semi-final 1 | Semi-final 2    | Final      |
| --------- | ------------ | --------------- | ---------- |
| 12 puntos | Ucrania      | Israel          | Israel     |
| 10 puntos | Irlanda      | Países Bajos    | Ucrania    |
| 8 puntos  | Croacia      | Armenia         | Croacia    |
| 7 puntos  | Eslovenia    | Estonia         | Irlanda    |
| 6 puntos  | Luxemburgo   | Suiza           | Suiza      |
| 5 puntos  | Lituania     | Grecia          | Armenia    |
| 4 puntos  | Serbia       | Georgia         | Luxemburgo |
| 3 puntos  | Portugal     | Noruega         | Grecia     |
| 2 puntos  | Australia    | San Marino      | Francia    |
| 1 punto   | Finlandia    | República Checa | Italia     |